# Dalarnas idrottsmuseum
Dalarnas idrottsmuseum är ett museum, från början inhyst i Riksskidstadions byggnad på Lugnet i Falun, sedan flyttat till centrum i Falun, och som specialiserar sig på lokal idrottshistoria.